# Biblia de Maciejowski

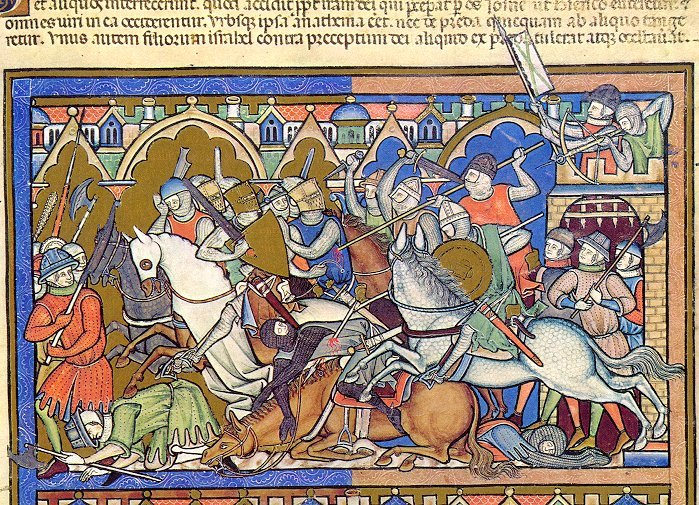
Los israelitas son rechazados de Ai (fol. 10r).

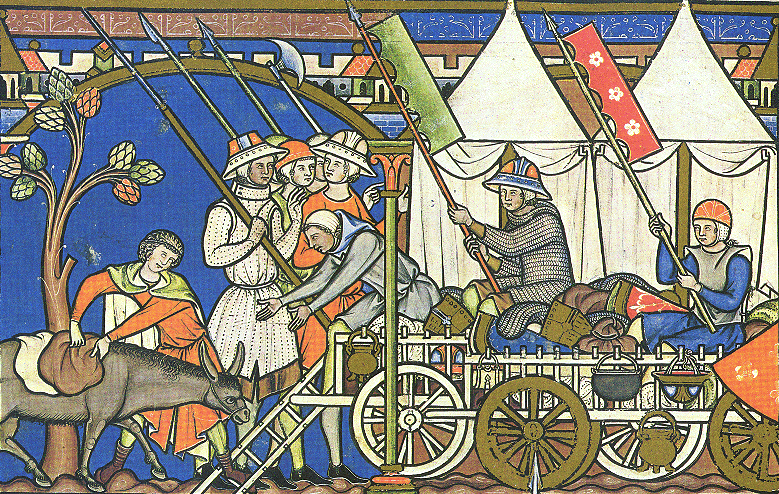
David entrega las provisiones (fol. 27).

La Biblia de Maciejowski, Biblia de los Cruzados, Biblia del sah Abás o Biblia Morgan (por conservarse en la Biblioteca y Museo Morgan, Nueva York, Ms M. 638) es una biblia ilustrada medieval del Antiguo Testamento de 46 folios (en otras bibliografías se habla de 44). 
Durante mucho tiempo se ha pensado que fue creada por encargo de Luis IX de Francia a mediados de la década de 1240, pero Allison Stones, después de los trabajos de otros medievalistas como François Avril, sostiene que sería más probable que las iluminaciones fuesen realizadas en los condados del norte de Francia, alrededor de década de 1250.
Probablemente, en su origen, contendría solo ilustraciones de escenas de la Biblia, acercándose en gran manera a una novela de aventuras, organizadas cronológicamente. A finales del siglo XIII, probablemente se encontrase en Nápoles, en manos de Carlos de Anjou, donde se añadirían en los márgenes, textos en latín aclaratorios de las escenas ilustradas.
Reaparece trescientos años después teniendo como propietario al cardenal Bernard Maciejowski, obispo de Cracovia, que lo entrega como regalo al sah Abás el Grande de Persia en 1604 (otros autores hablan de 1608) para pactar una alianza contra los turcos. Abás ordenó inscripciones en persa para su mejor comprensión, traduciendo sobre todo las inscripciones latinas existentes en la Biblia. Pero también, por encontrarse incómodo con tres hojas del manuscrito, que narraban la historia donde Absalón se sublevaba contra su padre, el rey, directamente las arrancó del códice.
Más tarde, quizá en el siglo XVIII, se añadieron nuevas inscripciones en judeo-persa. En el siglo XIX, sir Thomas Philipps lo compró al griego Joannes Athanasiou y sus herederos lo vendieron a J. P. Morgan, Jr. en 1916. De los tres folios arrancados, se conservan dos de ellos en la Biblioteca Nacional de Francia (MS nouv. acq. lat. 2294) y el tercero en el Museo J. Paul Getty, Los Ángeles (Ms. 16).
La Biblia de Maciejowski contiene hermosas ilustraciones de los sucesos acontecidos según la Biblia hebrea, pero situados en el paisaje y las costumbres de la Francia del siglo XIII, bajo una perspectiva cristiana y reforzada por textos escritos en tres alfabetos y cinco idiomas (latín, persa, árabe, judeo-persa y hebreo).
El manuscrito es una obra maestra del arte gótico, realizado probablemente por seis miniaturistas diferentes. Su estilo recuerda a la pintura mural y algunos estudiosos los asimilan e identifican con los murales y vidrieras que en aquellos momentos se estaban gestando en la Sainte Chapelle de París.
El conjunto es un impresionante testimonio de la integración entre las palabras y las imágenes, con gran movimiento y acción en los personajes. Los recreacionistas históricos, encuentran en ella un valioso testimonio sobre la vestimenta, instrumentos musicales, armas y armaduras de la época medieval